# ادوین هال
ادوین هال (انگلیسی: Edwin Hall؛ زاده ۷ نوامبر ۱۸۵۵ درگذشته ۲۰ نوامبر ۱۹۳۸) یک فیزیک‌دان اهل ایالات متحده آمریکا بود.